# Velika Ivanča

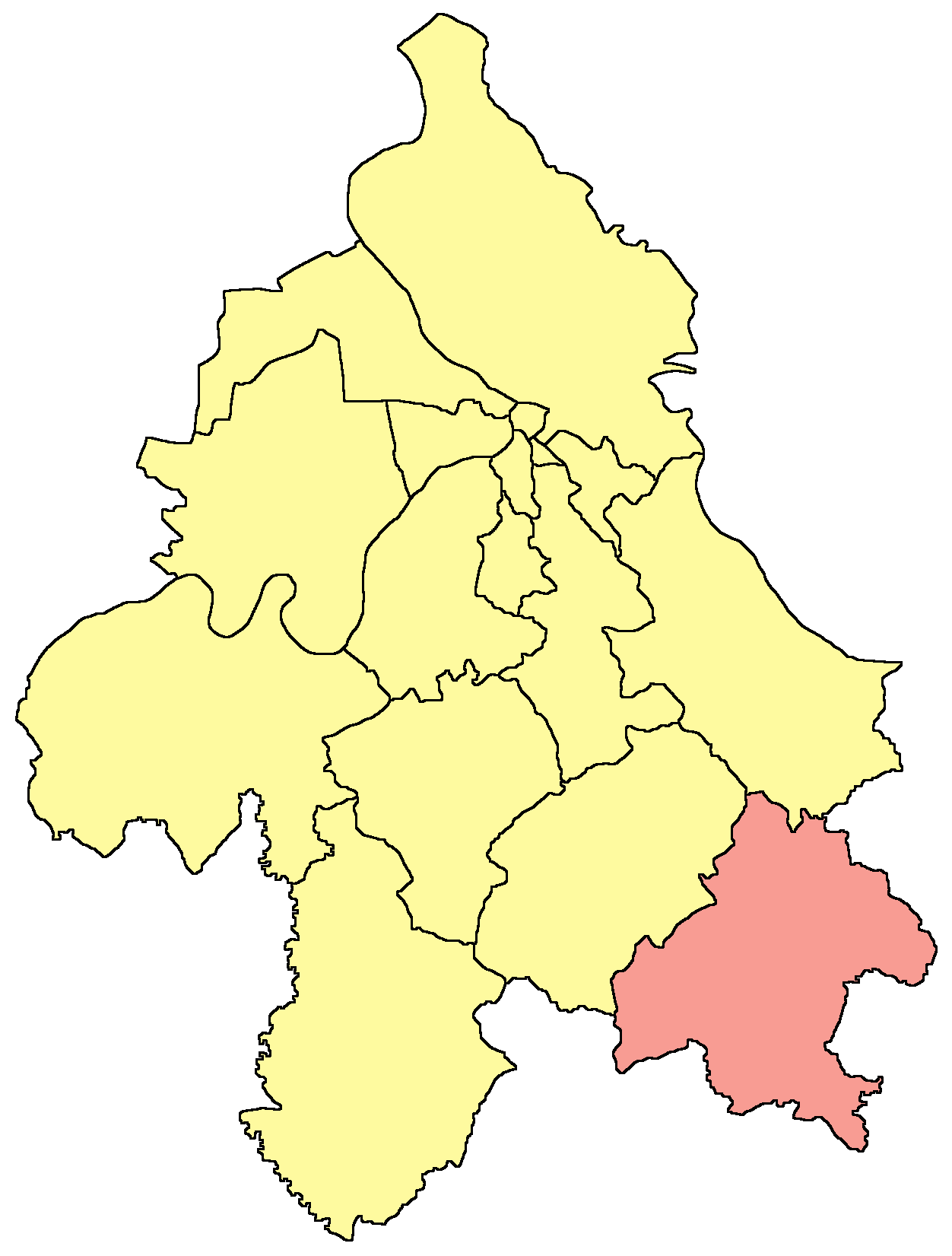
Localisation de la municipalité de Mladenovac dans la Ville de Belgrade

Velika Ivanča (en serbe cyrillique : Велика Иванча) est une localité de Serbie située dans la municipalité de Mladenovac et sur le territoire de la Ville de Belgrade. Au recensement de 2011, elle comptait 1 512 habitants.
Velika Ivanča, officiellement classée parmi les villages de Serbie, est située sur les pentes méridionales du mont Kosmaj.

## Démographie

### Évolution historique de la population
| 1948  | 1953  | 1961  | 1971  | 1981  | 1991  | 2002  | 2011  |
| ----- | ----- | ----- | ----- | ----- | ----- | ----- | ----- |
| 2 896 | 3 053 | 2 874 | 2 444 | 2 223 | 2 073 | 1 796 | 1 512 |

|  |